# Thomas Aitchison-Denman (2e baron Denman)
Pour les articles homonymes, voir Denman.
Thomas Aitchison-Denman, 2e baron Denman (30 juillet 1805-9 août 1894), est un aristocrate et homme politique britannique.

## Biographie
Il est né à Londres, fils de Thomas Denman et de Theodosia Anne Vevers. Son père est nommé procureur général en 1830 et, en 1834, devient Lord Chief Justice et est élevé à la pairie sous le nom de baron Denman. Son grand-père est l'obstétricien Dr Thomas Denman (médecin) (en), et ses frères George Denman (en) et Joseph Denman sont respectivement juge de la Haute Cour de justice et amiral.
Denman fréquente le Collège d'Eton et le Brasenose College, à Oxford. Il est admis au barreau en 1833, en tant que membre de Lincoln's Inn, et travaille comme associé de son père. Denman accède à la baronnie en 1854 et siège régulièrement à la Chambre des lords pour le reste de sa vie. Cependant, il "a gagné la notoriété plutôt par ses excentricités que par des qualifications éminentes". Dods l'inscrit comme libéral jusqu'en 1884, puis comme crossbencher. Il s'intéresse au suffrage des femmes et à l'introduction d'une limite de temps pour les discours. Il présente plusieurs projets de loi pour chacun, mais aucun n'est même arrivé à une deuxième lecture. Denman s'est marié deux fois, mais n'a pas d'enfants. Il meurt à Berwick-upon-Tweed à l'âge de 89 ans et est remplacé dans la baronnie par son petit-neveu de 19 ans Thomas Denman - un futur gouverneur général d'Australie.